# Qwant Music
Qwant Music était un moteur de recherche d'albums et d'artistes référençant 2,3 millions d'artistes, 7 millions d'albums et 50 millions de chansons. La version finale a été mise en ligne en juin 2018.
Un lecteur audio et vidéo (basé sur les vidéos disponibles sur YouTube) permetait d'écouter un titre tout en continuant de naviguer sur le site dans n'importe quelle section. Des partenariats avec les différentes plateformes de streaming légal avaient été noués dans ce but.
Le portail présentait également des actualités en rapport avec la musique et pour chaque artiste ou groupe, un extrait et un lien vers sa page Wikipédia, sa discographie, son actualité, ses réseaux sociaux et les dates de ses prochains concerts. Le site offrait aussi la diffusion en streaming de concerts, le premier étant celui de Lucky Peterson le 29 juin 2018 à Ajaccio.

## Chronologie
- 3 juin 2016 : Qwant lance la version bêta de Qwant Music[4].
- Septembre 2017 : Qwant Music est détaché sous forme d'une filiale dont le siège est à Ajaccio en Corse[5].
- 8 juin 2018 : Lancement de Qwant Music[6].
- 12 décembre 2018 : Qwant Music s'associe avec la plateforme de streaming française Qobuz. Cela permet aux utilisateurs connectés avec Qobuz d'écouter les musiques en intégralitées et également de profiter pleinement du player développé  en  partenariat  avec l’Ircam. Ce partenariat avec Qobuz permet aussi de compléter les informations sur les artistes présent sur Qwant Music[7].
- Fin 2020, la filiale d’Ajaccio est fermée et le contenu de Qwant Music est intégré dans Qwant.com[8].
- En 2022, le duo directif (à savoir Raphaël Auphan, et Corinne Lejbowicz), a fait savoir au journal La Tribune, qu'ils ont cessé de vouloir construire une alternative souveraine à Google, et qu'ils souhaitent plûtot bâtir un écosystème de navigation privée et sécurisée sur Internet, par ailleurs ils ont annoncé l'abandon (ou l'arrêt de développement) de nombreux services dont Qwant Music[9].

## Identité Visuelle

Logo de Qwant Music du 3 juin 2016 au 9 octobre 2018
Logo de Qwant Music depuis le 10 octobre 2018

## Fonctionnalités
La fonction principale de Qwant Music est de servir de moteur de recherche pour trouver des artistes et des albums. Associé à chaque résultat d'artistes on trouve une partie de sa page Wikipédia. On peut également voir les prochains événements de cet artiste, sa discographie et des artistes similaires. Lorsque l'on recherche une musique on peut identifier un style, une ambiance, un tempo, des accords, une instrumentation grâce à un partenariat entre Qwant et l'IRCAM

## Controverses
En janvier 2018, les vidéos de Vevo sont bloquées sur Qwant Music, privant ainsi la plate-forme de nombreux titres des principaux majors.